# Lista de prêmios e indicações recebidos por Bryan Adams
Bryan Adams é um cantor, compositor e fotógrafo canadiano. Ganhou diversos prémios entre eles dois Grammy Awards pela banda sonora de Robin Hood: Prince of Thieves.
Bryan Adams foi condecorado com a Ordem do Canadá e a Ordem da Columbia Britânica pela sua contribuição na música. Foi incluído na Calçada da Fama do Canadá em 1998.
Em 2018, a Billboard classificou Adams em 45º lugar entre os 100 artistas mais vendidos nos Estados Unidos. Em 2020 conquistou seu 20º Juno Awards de sua carreira, com o álbum Shine a Light, juntando-se a sua compatriota Celine Dion.

## American Music Awards
Os American Music Awards é uma cerimônia anual de entrega de prêmios, criada por Dick Clark em 1973. Adams venceu uma e foi indicado três vezes.
| Ano  | Nomeado                             | Categoria                           | Resultado |
| ---- | ----------------------------------- | ----------------------------------- | --------- |
| 1992 | Bryan Adams                         | Artista Masculino Pop/Rock Favorito | Nomeado   |
| 1992 | "(Everything I Do) I Do It for You" | Single Pop/Rock Favorito            | Vencedor  |
| 1997 | Bryan Adams                         | Artista Masculino Pop/Rock Favorito | Nomeado   |

## Grammy Awards
Os Grammy Awards ocorrem anualmente pela National Academy of Recording Arts and Sciences. Adams ganhou duas e foi indicado treze vezes.
| Ano  | Nomeação por                                  | Categoria                                                                | Resultado |
| ---- | --------------------------------------------- | ------------------------------------------------------------------------ | --------- |
| 1986 | Reckless                                      | Best Rock Vocal Performance - Male                                       | Nomeado   |
| 1986 | "It's Only Love"                              | Best Rock Vocal Performance by a Duo or Group                            | Nomeado   |
| 1992 | "(Everything I Do) I Do It for You"           | Record of the Year                                                       | Nomeado   |
| 1992 | "(Everything I Do) I Do It for You"           | Song of the Year                                                         | Nomeado   |
| 1992 | "(Everything I Do) I Do It for You"           | Best Pop Vocal Performance - Male                                        | Nomeado   |
| 1992 | "(Everything I Do) I Do It for You"           | Best Song Written for a Motion Picture, Television or Other Visual Media | Vencedor  |
| 1992 | Robin Hood: Prince of Thieves                 | Best Pop Instrumental Performance                                        | Vencedor  |
| 1992 | "Can't Stop This Thing We Started"            | Best Rock Performance                                                    | Nomeado   |
| 1992 | "Can't Stop This Thing We Started"            | Best Rock Song                                                           | Nomeado   |
| 1995 | "All for Love"                                | Best Pop Collaboration with Vocals                                       | Nomeado   |
| 1996 | "Have You Ever Really Loved a Woman?"         | Best Pop Vocal Performance                                               | Nomeado   |
| 1997 | "Let's Make a Night to Remember"              | Best Male Pop Vocal Performance                                          | Nomeado   |
| 1997 | "The Only Thing That Looks Good on Me Is You" | Best Rock Vocal Performance - Male                                       | Nomeado   |
| 1997 | I Finally Found Someone (Single)              | Best Pop Collaborationwith vocals                                        | Nomeado   |

## Juno Awards
Os Juno Awards ocorrem anualmente no Canadá e são apresentados pela Canadian Academy of Recording Arts and Sciences. Adams ganhou dezoito vezes e foi indicado cinquenta e quatro vezes.
| Ano  | Nomeação por                                                                    | Categoria                                | Resultado |
| ---- | ------------------------------------------------------------------------------- | ---------------------------------------- | --------- |
| 1980 | Bryan Adams                                                                     | Most Promising Male Vocalist of the Year | Nomeado   |
| 1981 | Bryan Adams                                                                     | Most Promising Male Vocalist of the Year | Nomeado   |
| 1983 | Bryan Adams                                                                     | Male Vocalist of the Year                | Vencedor  |
| 1984 | Cuts Like a Knife                                                               | Album of the Year                        | Vencedor  |
| 1984 | "Straight from the Heart"                                                       | Single of the Year                       | Nomeado   |
| 1984 | "Cuts Like a Knife                                                              | Single of the Year                       | Nomeado   |
| 1984 | Bryan Adams                                                                     | Male Vocalist of the Year                | Vencedor  |
| 1984 | "Straight from the Heart"                                                       | Composer of the Year                     | Nomeado   |
| 1984 | "Cuts Like a Knife"                                                             | Composer of the Year                     | Vencedor  |
| 1984 | Bryan Adams                                                                     | Producer of the Year                     | Vencedor  |
| 1985 | Reckless                                                                        | Album of the Year                        | Vencedor  |
| 1985 | "Run to You"                                                                    | Single of the Year                       | Nomeado   |
| 1985 | Bryan Adams                                                                     | Male Vocalist of the Year                | Vencedor  |
| 1985 | Bryan Adams/Jim Vallance                                                        | Composer of the Year                     | Vencedor  |
| 1985 | Reckless                                                                        | Producer of the Year                     | Nomeado   |
| 1986 | "Diana"                                                                         | Single of the Year                       | Nomeado   |
| 1986 | Bryan Adams                                                                     | Male Vocalist of the Year                | Vencedor  |
| 1986 | Bryan Adams                                                                     | Composer of the Year                     | Nomeado   |
| 1987 | "Heat of the Night"                                                             | Single of the Year                       | Nomeado   |
| 1987 | Bryan Adams                                                                     | Male Vocalist of the Year                | Vencedor  |
| 1987 | Bryan Adams                                                                     | Composer of the Year                     | Nomeado   |
| 1987 | Bryan Adams (Co-producer Bob Clearmountain)                                     | Producer of the Year                     | Nomeado   |
| 1987 | "Into the Fire"                                                                 | Album of the Year                        | Nomeado   |
| 1987 | Bryan Adams                                                                     | Canadian Entertainer of the Year         | Vencedor  |
| 1989 | Bryan Adams                                                                     | Canadian Entertainer of the Year         | Nomeado   |
| 1992 | Waking Up the Neighbours                                                        | Album of the Year                        | Nomeado   |
| 1992 | Bryan Adams                                                                     | Canadian Entertainer of the Year         | Vencedor  |
| 1992 | "(Everything I Do) I Do It for You"                                             | Single of the Year                       | Nomeado   |
| 1992 | "Can't Stop This Thing We Started"                                              | Single of the Year                       | Nomeado   |
| 1992 | Bryan Adams                                                                     | Male Vocalist of the Year                | Nomeado   |
| 1992 | Bryan Adams                                                                     | Songwriter of the Year                   | Nomeado   |
| 1992 | Everything I Do (I Do It For You)/Can't Stop This Thing We Started;             | Producer of the Year                     | Vencedor  |
| 1992 | Bryan Adams                                                                     | International Achievement Award          | Vencedor  |
| 1993 | Bryan Adams                                                                     | Canadian Entertainer of the Year         | Nomeado   |
| 1993 | Waking Up the Neighbours                                                        | Best Selling Album (Foreign or Domestic) | Vencedor  |
| 1993 | "Thought I'd Died and Gone to Heaven"                                           | Single of the Year                       | Nomeado   |
| 1993 | Bryan Adams                                                                     | Songwriter of the Year                   | Nomeado   |
| 1995 | "Please Forgive Me"                                                             | Single of the Year                       | Nomeado   |
| 1995 | Bryan Adams                                                                     | Songwriter of the Year                   | Nomeado   |
| 1996 | Bryan Adams                                                                     | Levi's Entertainer of the Year           | Nomeado   |
| 1996 | "Have You Ever Really Loved a Woman?"                                           | Single of the Year                       | Nomeado   |
| 1996 | Bryan Adams                                                                     | Songwriter of the Year                   | Nomeado   |
| 1996 | "Have You Ever Really Loved a Woman?"                                           | Producer of the Year                     | Nomeado   |
| 1997 | 18 til I Die                                                                    | Album of the Year                        | Nomeado   |
| 1997 | Bryan Adams                                                                     | Male Vocalist of the Year                | Vencedor  |
| 1997 | Bryan Adams                                                                     | Songwriter of the Year                   | Nomeado   |
| 1997 | "The Only Thing That Looks Good on Me is You", "Let's Make A Night to Remember" | Producer of the Year                     | Nomeado   |
| 1999 | Bryan Adams                                                                     | Best Songwriter                          | Vencedor  |
| 1999 | "C'mon, C'mon, C'mon", "How Do Ya Feel Tonight"                                 | Best Producer                            | Nomeado   |
| 2000 | On a Day Like Today                                                             | Best Album                               | Nomeado   |
| 2000 | Bryan Adams                                                                     | Best Male Artist                         | Vencedor  |
| 2000 | On a Day Like Today                                                             | Best Pop/Adult Album                     | Nomeado   |
| 2005 | Bryan Adams                                                                     | Artist of the Year                       | Nomeado   |
| 2005 | Room Service                                                                    | CD/DVD Artwork Design of the Year        | Nomeado   |

## MTV Video Music Awards
Os MTV Video Music Awards ocorrem anualmente desde 1984 pela MTV. Adams ganhou uma e foi indicado dez vezes.
| Ano  | Nomeação por                                  | Categoria                    | Resultado |
| ---- | --------------------------------------------- | ---------------------------- | --------- |
| 1985 | "Run to You"                                  | Best Direction               | Nomeado   |
| 1985 | "Run to You"                                  | Best Special Effects         | Nomeado   |
| 1985 | "Run to You"                                  | Best Art Direction           | Nomeado   |
| 1985 | "Run to You"                                  | Best Editing                 | Nomeado   |
| 1985 | "Run to You"                                  | Best Cinematography          | Nomeado   |
| 1985 | "Heaven"                                      | Best Cinematography          | Nomeado   |
| 1986 | "It's Only Love"                              | Best Stage Performance Video | Vencedor  |
| 1986 | "Summer of '69"                               | Best Male Video              | Nomeado   |
| 1991 | "(Everything I Do) I Do It for You"           | Best Video from a Film       | Nomeado   |
| 1996 | "The Only Thing That Looks Good on Me Is You" | Best Male Video              | Nomeado   |

## Golden Globe Awards
Os Golden Globe Awards premeiam as bandas sonoras. Adams foi indicado cinco vezes.
| Ano  | Nomeação por                          | Categoria                           | Resultado |
| ---- | ------------------------------------- | ----------------------------------- | --------- |
| 1992 | "(Everything I Do) I Do It for You"   | Best Original Song - Motion Picture | Nomeado   |
| 1996 | "Have You Ever Really Loved A Woman?" | Best Original Song - Motion Picture | Nomeado   |
| 1997 | "I Finally Found Someone"             | Best Original Song - Motion Picture | Nomeado   |
| 2003 | "Here I Am"                           | Best Original Song - Motion Picture | Nomeado   |
| 2007 | "Never Gonna Break my Faith"          | Best Original Song - Motion Picture | Nomeado   |

## Academy Awards
Os Academy Awards ocorrem todos os anos apresentado pela Academy of Motion Picture Arts and Sciences (AMPAS) que reconhece a excelência dos profissionais da indústria do cinema, incluindo realizadores, atores e argumentistas. Adams nunca ganhou e foi indicado três vezes.
| Ano  | Nomeação por                          | Categoria | Resultado |
| ---- | ------------------------------------- | --------- | --------- |
| 1992 | "(Everything I Do) I Do It for You"   | Best Song | Nomeado   |
| 1996 | "Have You Ever Really Loved a Woman?" | Best Song | Nomeado   |
| 1997 | "I Finally Found Someone"             | Best Song | Nomeado   |

## Outros
Foi anunciado que Bryan Adams fará parte da Calçada da Fama em 2010.
Bryan Adams fará show no Brasil em dezembro de 2022